# De Bond (weekblad)
De Bond is een Belgisch weekblad uitgegeven door de Gezinsbond.

## Geschiedenis
In 1922 werd het Driemaandelijksch Blad van den Belgischen Bond der Talrijke Huisgezinnen opgericht.
Van 17 december 1952 tot en met 27 december 1953 verscheen in het blad het Suske en Wiske-verhaal Het vliegende hart. Vanaf 24 januari 1954 tot en met halverwege 1963 verschenen met zeer grote regelmaat gags van De grappen van Lambik onder de titel De avonturen van Suske, Wiske en Lambik.
Lijst van tijdschriften in België